# Miloslava Rutová
Miloslava Rutová (* 10. listopadu 1947) je česká politička, speciální pedagožka a terapeutka – kinezioložka, v letech 2016 až 2021 poslankyně Poslanecké sněmovny PČR, v letech 2020 až 2024 zastupitelka Plzeňského kraje, v letech 2014 až 2016 zastupitelka města Plzeň i městského obvodu Plzeň 2-Slovany, členka hnutí ANO 2011.

## Život
Narodila se na severu Čech. S rodiši a dvěma mladšími bratry žila blízko Karlových Varů, kde absolvovala základní a střední školu. Protože ji lákala práce s dětmi vystudovala pedagogickou fakultu a později i speciální pedagogiku na Univerzitě Karlově v Praze (získala titul Mgr.).
Později se seznámila s metodou kineziologie One Brain, která podle jejích zastánců odstraňuje příčiny fyzických i psychických bloků u dětí a dospělých. Od roku 1995 má soukromou kineziologickou poradnu na 2. poliklinice, Francouzská 4, Plzeň. Mimo přímé práce s klienty se věnuje přednášení a výuce kurzů One Brain v Plzni i jiných místech republiky.
Miloslava Rutová je vdaná a má dva syny. Žije v Plzni na Slovanech.

## Politické působení
Je členkou hnutí ANO 2011, v němž předsedá plzeňské organizaci. V komunálních volbách v roce 2014 byla zvolena zastupitelkou města Plzně i městského obvodu Plzeň 2 - Slovany. V lednu 2016 však na mandát zastupitelky městského obvodu Plzeň 2 - Slovany rezignovala, jelikož se stala poslankyní. V květnu 2016 se pak vzdala i mandátu zastupitelky města Plzně.
Ve volbách do Poslanecké sněmovny PČR v roce 2013 kandidovala za hnutí ANO 2011 na 4. místě kandidátky v Plzeňském kraji. Strana ale získala pouze 3 mandáty, a tak se stala první náhradnicí. V lednu 2016 však její kolega Josef Vozdecký oznámil, že se funkce poslance ze zdravotních důvodů vzdá. Rutová tedy nastoupila na jeho místo. Poslanecký slib složila 14. ledna 2016.
Ve volbách do Senátu PČR v roce 2014 kandidovala za hnutí ANO 2011 v obvodu č. 9 – Plzeň-město. Se ziskem 19,09 % hlasů skončila na 3. místě a nepostoupila tak ani do druhého kola. Ve volbách do Senátu PČR v roce 2016 opět kandidovala za hnutí ANO 2011, tentokrát v obvodu č. 7 - Plzeň-město. Se ziskem 16,79 % hlasů skončila na 3. místě a do druhého kola nepostoupila.
Ve volbách do Poslanecké sněmovny PČR v roce 2017 obhájila svůj poslanecký mandát za hnutí ANO 2011 v Plzeňském kraji. V komunálních volbách v roce 2018 kandidovala za hnutí ANO 2011 do Zastupitelstva města Plzeň, ale neuspěla. Nebyla zvolena ani zastupitelkou městského obvodu Plzeň 2 - Slovany.
V krajských volbách v roce 2020 byla za hnutí ANO 2011 zvolena zastupitelkou Plzeňského kraje. Ve volbách do Poslanecké sněmovny PČR v roce 2021 již nekandidovala. Mandát krajské zastupitelky jí poté vypršel po krajských volbách v roce 2024, protože již nekandidovala.